# 2018年全国乒乓球锦标赛
2018年全国乒乓球锦标赛是一年一度全国范围内最大的乒乓球单项体育比賽。
本屆賽事於2018年9月7日至16日在中国辽宁省鞍山市舉行。 

北京队时隔6年重夺全锦赛男团冠军；

辽宁队6年后再夺全锦赛女团冠军，平了北京女队的“五冠”记录。

梁靖崑和王曼昱均首次夺得男女单打的全国冠军。

国家队主力马龙、樊振东、许昕、刘诗雯未参加本届全锦赛的单项比赛。

## 項目獎牌榜
以下為各項目的優勝者及其所屬隊伍名單：
| 項目     | 金牌                                      | 银牌                                      | 铜牌                                          |
| 男子單打 | 梁靖崑（河北）                            | 方博（山东鲁能）                          | 周雨（解放军）                                |
| 男子單打 | 梁靖崑（河北）                            | 方博（山东鲁能）                          | 周启豪（广东）                                |
| 女子單打 | 王曼昱（黑龙江）                          | 丁宁（北京）                              | 朱雨玲（四川）                                |
| 女子單打 | 王曼昱（黑龙江）                          | 丁宁（北京）                              | 武杨（山西）                                  |
| 男子雙打 | 张超（广东）/尚坤（上海）                 | 徐晨皓 / 周恺（解放军）                   | 郑培锋（福建） / 方博（山东鲁能）             |
| 男子雙打 | 张超（广东）/尚坤（上海）                 | 徐晨皓 / 周恺（解放军）                   | 于子洋 （山东）/ 刘丁硕（山东鲁能）           |
| 女子雙打 | 朱雨玲（四川）/ 陈梦（山东）              | 木子（解放军） / 顾玉婷（山东）           | 孙颖莎 (河北)/ 陈幸同(辽宁)                   |
| 女子雙打 | 朱雨玲（四川）/ 陈梦（山东）              | 木子（解放军） / 顾玉婷（山东）           | 冯亚兰 (河北)/ 文佳（辽宁）                   |
| 混合雙打 | 王楚钦(北京) / 孙颖莎(河北)               | 林高远(广东) / 王曼昱(黑龙江)             | 梁靖崑(河北) / 陈幸同(辽宁)                   |
| 混合雙打 | 王楚钦(北京) / 孙颖莎(河北)               | 林高远(广东) / 王曼昱(黑龙江)             | 夏易正(河南) / 车晓曦(黑龙江)                 |
| 男子團體 | 【北京】 马龙 闫安 王楚钦 刘夜泊 孙旒钦   | 【广东】 林高远 周启豪 张超 李艺杰 张浦政 | 【河北海润】 梁靖崑 刘燚 程靖淇 梁俨苧 胡东申 |
| 男子團體 | 【北京】 马龙 闫安 王楚钦 刘夜泊 孙旒钦   | 【广东】 林高远 周启豪 张超 李艺杰 张浦政 | 【福建】 郑培锋 林晨 苏珏杰 陈鑫 林洋         |
| 女子團體 | 【辽宁】 陈幸同 王艺迪 文佳 李佳燚 洪嘉瞳 | 【山东】 陈梦 顾玉婷 刘高阳               | 【解放军】 孙铭阳 刘曦 胡丽梅 木子 邓懿芮     |
| 女子團體 | 【辽宁】 陈幸同 王艺迪 文佳 李佳燚 洪嘉瞳 | 【山东】 陈梦 顾玉婷 刘高阳               | 【河北】 孙颖莎 何卓佳 许嘉颖 李雨琪 臧小桐   |